# Hội chứng sợ những điều mới lạ
Hội chứng sợ những điều mới lạ, có tên khoa học là Neophobia, là nỗi sợ hãi về bất cứ điều gì mới lạ, đặc biệt đây là một nỗi sợ hãi dai dẳng và bất thường. Đối với trẻ em, thuật ngữ này thường được sử dụng để chỉ xu hướng từ chối các loại thực phẩm không rõ hoặc mới lạ đối với chúng. Thực phẩm mới lạ đối với trẻ là một mối quan tâm quan trọng trong tâm lý nhi khoa. Trong nghiên cứu y sinh, hội chứng sợ những điều mới lạ thường gắn liền với các nghiên cứu về vị giác. Đối lập với nó là thói chuộng sự lạ (Neophile).

## Thuật ngữ
Từ neophobia xuất phát từ tiếng Hy Lạp νέος, neos, có nghĩa là "mới, trẻ", và φόβος, phobos, nghĩa là "sợ hãi". Cainophobia xuất phát từ tiếng Hy Lạp όςαινός, kainos, có nghĩa là "mới, tươi". Các thuật ngữ thay thế cho neophobia bao gồm metathesiophobia, prosophobia, cainotophobia (hoặc cainophobia), và kainophobia (hoặc kainolophobia).

## Hội chứng sợ thực phẩm mới
Hội chứng sợ thực phẩm mới là nỗi sợ ăn thức ăn mới hoặc không quen thuộc. Nó khác với triệu chứng rối loạn ăn uống. Hội chứng sợ thực phẩm mới đặc biệt phổ biến ở trẻ mới biết đi và trẻ nhỏ. Nó thường liên quan đến mức độ nhạy cảm của một cá nhân, có nghĩa là sự sẵn sàng của một người để thử những điều mới và chấp nhận rủi ro. Nỗi sợ hãi những điều mới lạ và thích những thứ quen thuộc hoặc phổ biến là một triệu chứng điển hình ở hầu hết mọi người. Đa số mọi người trải qua hội chứng sợ thực phẩm mới ở một mức độ nhất định, mặc dù một số người mắc có thể mắc hội chứng sợ thực phẩm mới nặng hơn những người khác.

### Nguyên nhân
Di truyền đóng một vai trò quan trọng trong cả hội chứng sợ thực phẩm mới và hội chứng sợ những điều mới lạ. Nghiên cứu cho thấy rằng khoảng hai phần ba sự thay đổi trong hội chứng sợ thực phẩm mới là do di truyền. Một nghiên cứu được thực hiện trên các cặp sinh đôi cho thấy một mối tương quan cao, chỉ ra rằng di truyền đóng vai trò cốt yếu trong Hội chứng sợ thực phẩm mới.
Các yếu tố tâm lý xã hội cũng có thể làm tăng cơ hội phát triển của hội chứng sợ thực phẩm mới của trẻ. Trẻ nhỏ thường cẩn thận theo dõi sở thích thực phẩm của cha mẹ, và điều này có thể tạo ra khuynh hướng sợ hãi những thực phẩm mới liên quan đến những thức ăn mà cha mẹ chúng có xu hướng tránh né. Đôi khi Hội chứng sợ thực phẩm mới được trực tiếp gây ra bởi sự xuất hiện của các điều kiện khác trong môi trường sống. Ví dụ, với việc ngộ độc, khi trải qua một lần ngộ độc thực phẩm có thể dẫn đến bệnh nhân sau này sẽ có xu hướng tránh né những thực phẩm mới hoặc những thực phẩm từng làm họ ngộ độc. Điều này có thể được coi là sự nỗ lực của cơ thể để ngăn chặn bất kỳ loại thực phẩm mới nào nguy hiểm xâm nhập vào cơ thể.
Bên cạnh việc ngộ độc thực phẩm, hội chứng sợ thực phẩm mới cũng sinh ra sự tiêu cực đối với các loại thực phẩm mới, ví dụ như một số người sẽ bị viêm dạ dày, đường ruột hoặc các bệnh liên quan đến đường tiêu hóa khác sau khi ăn thức ăn chưa nấu chín.

### Chữa trị
Một số nỗ lực đã được đề ra để giải quyết tình trạng này, chẳng hạn như gây áp lực cho trẻ ăn một thực phẩm chúng không thích hoặc đe dọa hình phạt nếu trẻ không ăn nó, tuy nhiên những điều này có xu hướng làm trầm trọng thêm vấn đề.
Các giải pháp hiệu quả bao gồm đề ra các phần thưởng mà không phải là thực phẩm cho trẻ nếu chúng nếm thử một món ăn mới hoặc những món ăn chúng không thích và cha mẹ nên mô hình hóa hành vi để trẻ có thể thấy sự vui vẻ của bố mẹ khi ăn những món ăn mới hoặc những món không thích trước mặt trẻ em.
Việc diễn tả sự thích thú của ai đó khi ăn thức ăn mới sẽ làm tăng cơ hội thích món ăn đó đối với người khác. Tuy nhiên, chỉ nhìn vào một món ăn mới thôi là không đủ. Thức ăn mới lạ phải được lặp lại nhiều lần để tăng sở thích ăn nó. Có thể mất đến 15 lần thử một món ăn mới trước khi một đứa trẻ chấp nhận nó. Đây cũng có vẻ như là một giai đoạn quan trọng để giảm tình trạng khó tiêu thức ăn sau này ở trẻ em trong quá trình cai sữa. Cung cấp sự đa dạng của thức ăn cứng trong những lần đầu tiên trẻ tiếp xúc với thức ăn có thể làm giảm việc chúng từ chối thức ăn sau này. Hội chứng sợ thực phẩm mới có xu hướng giảm dần khi trở về già.